# GoldenEye (film)
GoldenEye è un film del 1995 diretto da Martin Campbell.
Si tratta del diciassettesimo film di James Bond, interpretato da Pierce Brosnan, per la prima volta nei panni dell'agente segreto.

## Trama

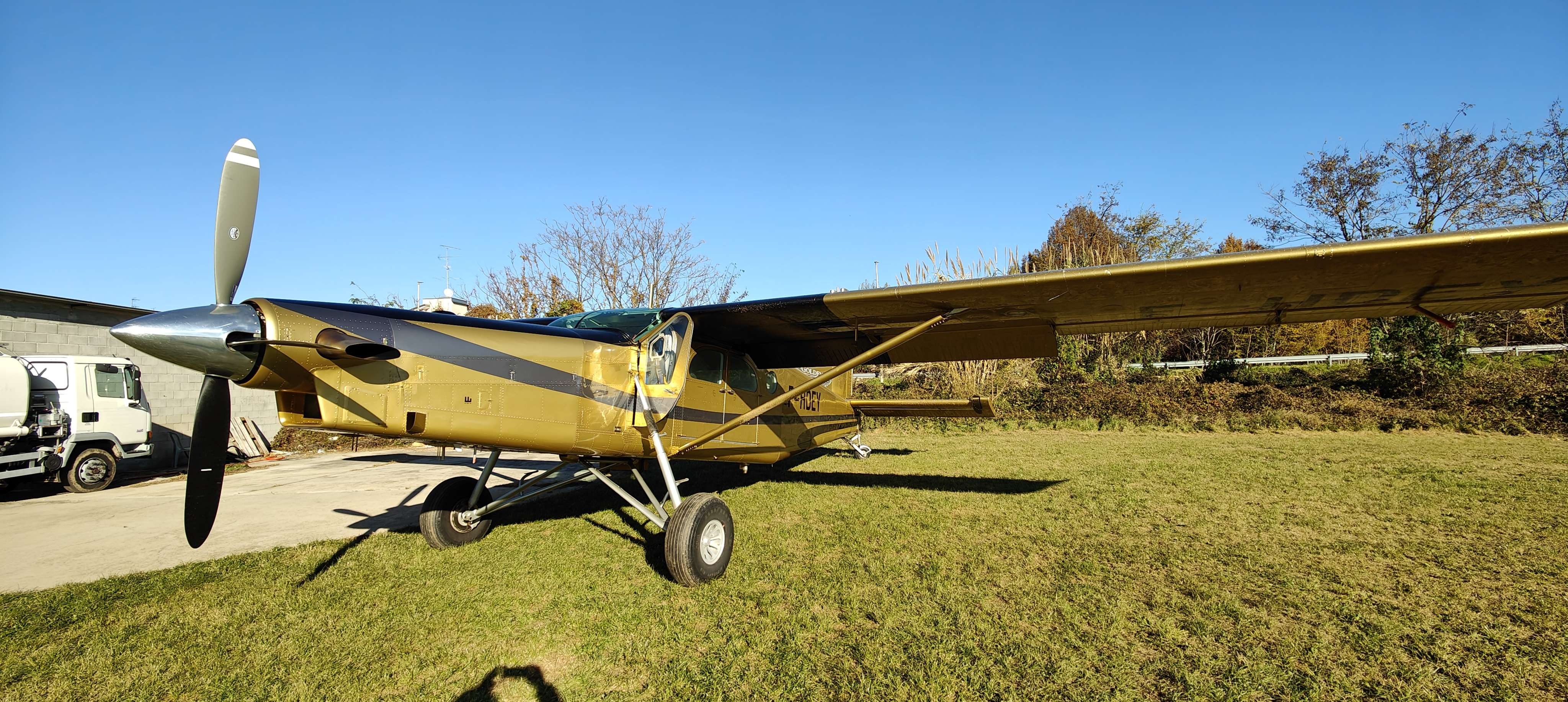
Il Pilatus Porter utilizzato da Bond nel prologo del film.

Unione Sovietica, 1986. I due agenti dell'MI6, James Bond (007) e Alec Trevelyan (006) si infiltrano in una struttura di armi chimiche sovietiche ad Arkhangelsk. Mentre Trevelyan viene catturato e ucciso dal colonnello Arkady Grigorovich Ourumov, l'ufficiale in comando della struttura, Bond riesce a distruggere la base prima di fuggire.
Nove anni dopo, con la cortina di ferro nel frattempo caduta, Bond tenta di impedire a Xenia Onatopp, un membro dell'organizzazione criminale Janus, di rubare un elicottero d'attacco Eurocopter Tiger durante una manifestazione militare a Monte Carlo, ma fallisce nell'intento. Di ritorno a Londra, Bond supervisiona il personale dell'MI6 che monitora un incidente a Severnaya, in Siberia, dopo che l'elicottero rubato è apparso in una struttura radar lì. Un'esplosione di impulsi elettromagnetici colpisce improvvisamente la base, distruggendola insieme agli aerei da combattimento russi, mentre distrugge tutti i sistemi satellitari in orbita sopra.
Il neo nominato M incarica Bond di indagare, dopo che è stato determinato che l'esplosione proveniva da un satellite dell'era sovietica armato con un'arma spaziale a impulsi elettromagnetici nucleare, nome in codice "GoldenEye". Sebbene Janus sia sospettato di aver iniziato l'attacco, Bond sospetta che Ourumov, ora un generale, sia stato coinvolto a causa del sistema d'arma che richiede l'accesso militare di alto livello. In viaggio per San Pietroburgo, Bond viene consigliato dal suo contatto della CIA Jack Wade di incontrare Valentin Zukovsky, ex agente del KGB diventato gangster, e fargli organizzare un incontro con Janus. Scortato all'incontro da Onatopp, Bond scopre che Janus è guidato da Trevelyan, avendo simulato la sua morte ad Arkhangelsk, e apprende che discende dai cosacchi che furono rimpatriati in Unione Sovietica dopo la collaborazione con le Potenze dell'Asse durante la seconda guerra mondiale.
Apprendendo che Trevelyan cerca vendetta contro la Gran Bretagna per aver tradito il suo popolo, Bond viene sedato prima di poterlo uccidere e intrappolato nel Tiger rubato insieme a Natalya Simonova, una sopravvissuta all'attacco di Severnaya. Nonostante siano fuggiti prima della distruzione dell'elicottero, i due vengono catturati dai soldati dell'esercito russo e portati davanti al ministro della Difesa russo Dimitri Mishkin per l'interrogatorio. L'accesa discussione tra gli uomini porta Natalya a dimostrare il coinvolgimento di Ourumov nell'uso del GoldenEye, rivelando che il collega programmatore Boris Grishenko è sopravvissuto insieme a lei e ora sta lavorando per Janus nel funzionamento di un secondo satellite GoldenEye. Prima che Mishkin possa agire in base alle informazioni, Ourumov arriva e lo uccide. Bond fugge, inseguendolo per salvare Natalya. L'inseguimento porta a un treno missilistico usato da Janus, in cui Bond uccide Ourumov, prima di fuggire dal treno con Natalya prima che Trevelyan lo distrugga.
Bond e Natalya viaggiano a Cuba, dopo che Boris è stato rintracciato in un luogo all'interno delle giungle dell'isola. Mentre sorvolano l'area, la coppia viene abbattuta. Onatopp li attacca dopo che si schiantano a terra, ma Bond la uccide durante il combattimento. I due scoprono presto una base nascosta sotto un grande lago, nascondendo una parabola satellitare, e procedono ad infiltrarsi. Bond viene catturato mentre cerca di manipolare esplosivi per distruggere la base e apprende da Trevelyan che intende utilizzare il GoldenEye per devastare Londra al fine di nascondere il furto di documenti finanziari dalla Banca d'Inghilterra. Mentre anche Natalya viene catturata, riesce a penetrare nel satellite e riprogrammarlo per avviare il rientro atmosferico e così si autodistrugge. Quando Boris perde la calma cercando di annullare la sua programmazione, Bond usa il momento per attivare una granata, nascosta in una penna, per consentire a lui e Natalya di scappare.
Per impedire a Boris di riprendere il controllo del satellite, Bond procede a sabotare l'antenna della parabola bloccandone gli ingranaggi. Trevelyan cerca di fermarlo, e la conseguente lotta tra i due culmina con lui che rimane penzolante sotto l'antenna. Alla domanda "Per l'Inghilterra, James", Bond risponde "No, per me", prima di lasciare che Trevelyan precipiti a terra. Natalya lo salva presto in un elicottero requisito, pochi istanti prima che l'antenna esploda, distruggendo la base e uccidendo il suo personale, con Trevelyan ucciso dalla caduta di detriti e Boris ucciso da bombole di azoto liquido rotte. Dopo essere atterrati in un luogo sicuro, i due si preparano a godersi un po' di solitudine insieme, ma vengono interrotti dall'arrivo di Wade e di una squadra di marine statunitensi, che li scortano alla base di Guantánamo.

## Produzione

### Cast
Per la prima volta il ruolo di James Bond è interpretato da Pierce Brosnan; tra i molti candidati, dopo l'addio al personaggio di Timothy Dalton da lui stesso annunciato, erano stati vagliati Liam Neeson, Ralph Fiennes (quest'ultimo verrà coinvolto nella serie quasi vent'anni più tardi con il ruolo di Gareth Mallory), Daniel Day-Lewis, Mel Gibson e perfino Bruce Willis. È inoltre il primo Bond-movie in cui il personaggio di M è interpretato da una donna, Judi Dench. Per la parte del villain principale, Alec Trevelyan, venne inizialmente considerato Alan Rickman il quale tuttavia rifiutò, sicché il ruolo venne affidato a Sean Bean.

### Riprese

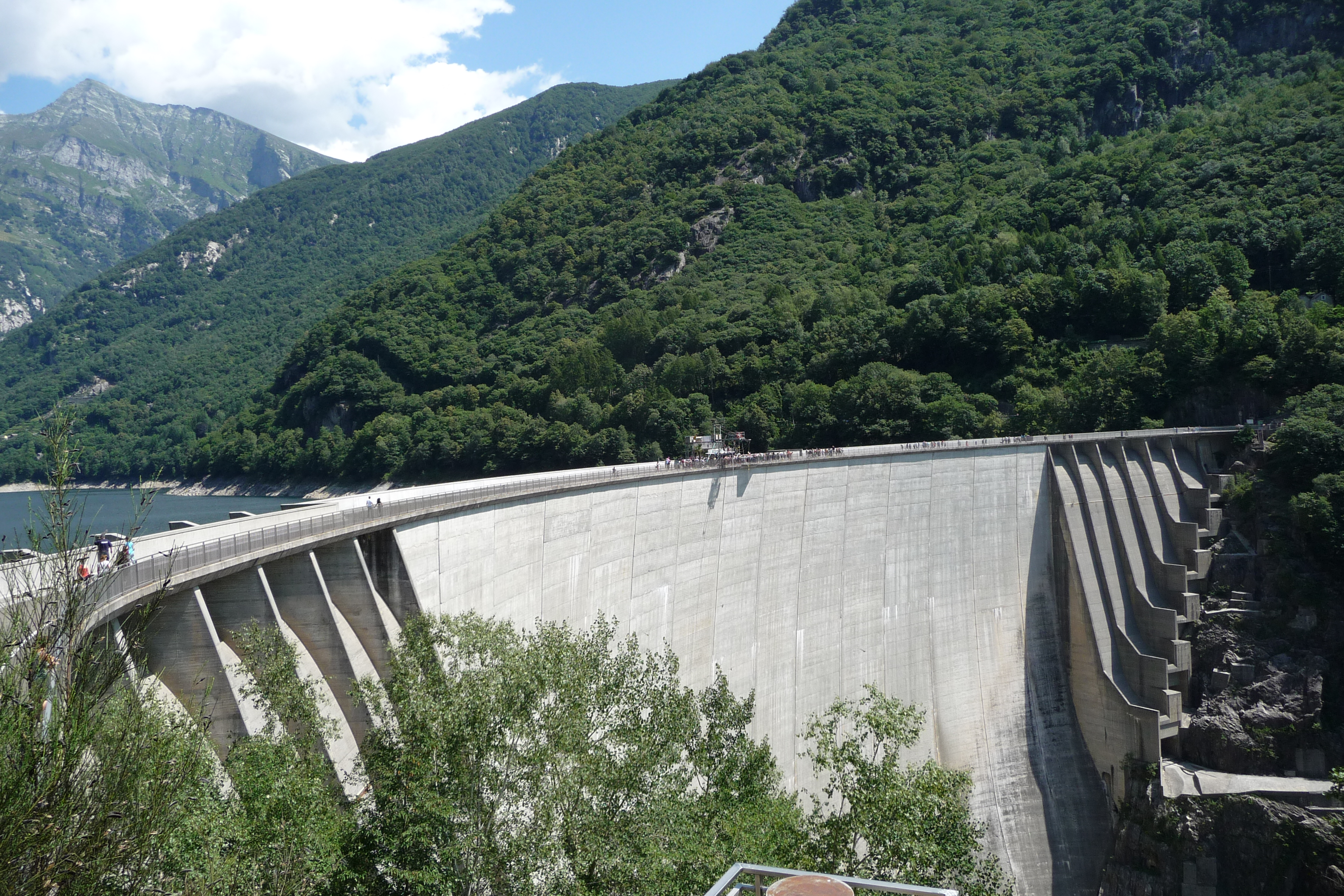
La diga della Verzasca, teatro dell'acrobazia che apre la pellicola.

GoldenEye è stato uno dei pochi Bond movie a non essere girato nei Pinewood Studios di Londra, visto che nelle date previste gli studios non erano disponibili. I produttori ripiegarono così su una vecchia fabbrica di elicotteri della Rolls-Royce dismessa nel 1993, che acquistarono e trasformarono nel più grande teatro di posa d'Europa.
L'acrobazia in bungee jumping che apre il film è stata eseguita sulla diga di Verzasca, vicino a Locarno, in Svizzera. Il salto di quasi 200 metri fu eseguito dallo stunt Wayne Michaels, il quale nello stesso tempo stabilì anche un nuovo record del mondo della disciplina. Lo stesso stunt ha in seguito un piccolo cameo nel film: è il pilota d'elicottero che recita la battuta quando Xenia e Ouromov rubano il Tiger nel porto di Monte Carlo.
Sempre sulla diga di Verzasca vennero girate le sequenze aeree del prologo, utilizando un Pilatus Porter.
L'osservatorio di Arecibo, situato sull'isola di Porto Rico, è stato utilizzato come set per il fittizio quartier generale cubano di Alec Trevelyan.

### Effetti speciali
L'elicottero Tiger presente nel film all'epoca (1995) era l'unico prototipo al mondo funzionante dell'Eurocopter Tiger, un elicottero da guerra che sarebbe entrato in funzione per le forze armate tedesche e francesi soltanto nel 2005. Il produttore Tom Pevsner dovette smuovere mari e monti e fare affidamento su tutte le sue influenti conoscenze per poterlo avere nel film, così come per poter usare la fregata stealth La Fayette della Marina Francese dove avviene il furto del Tiger.

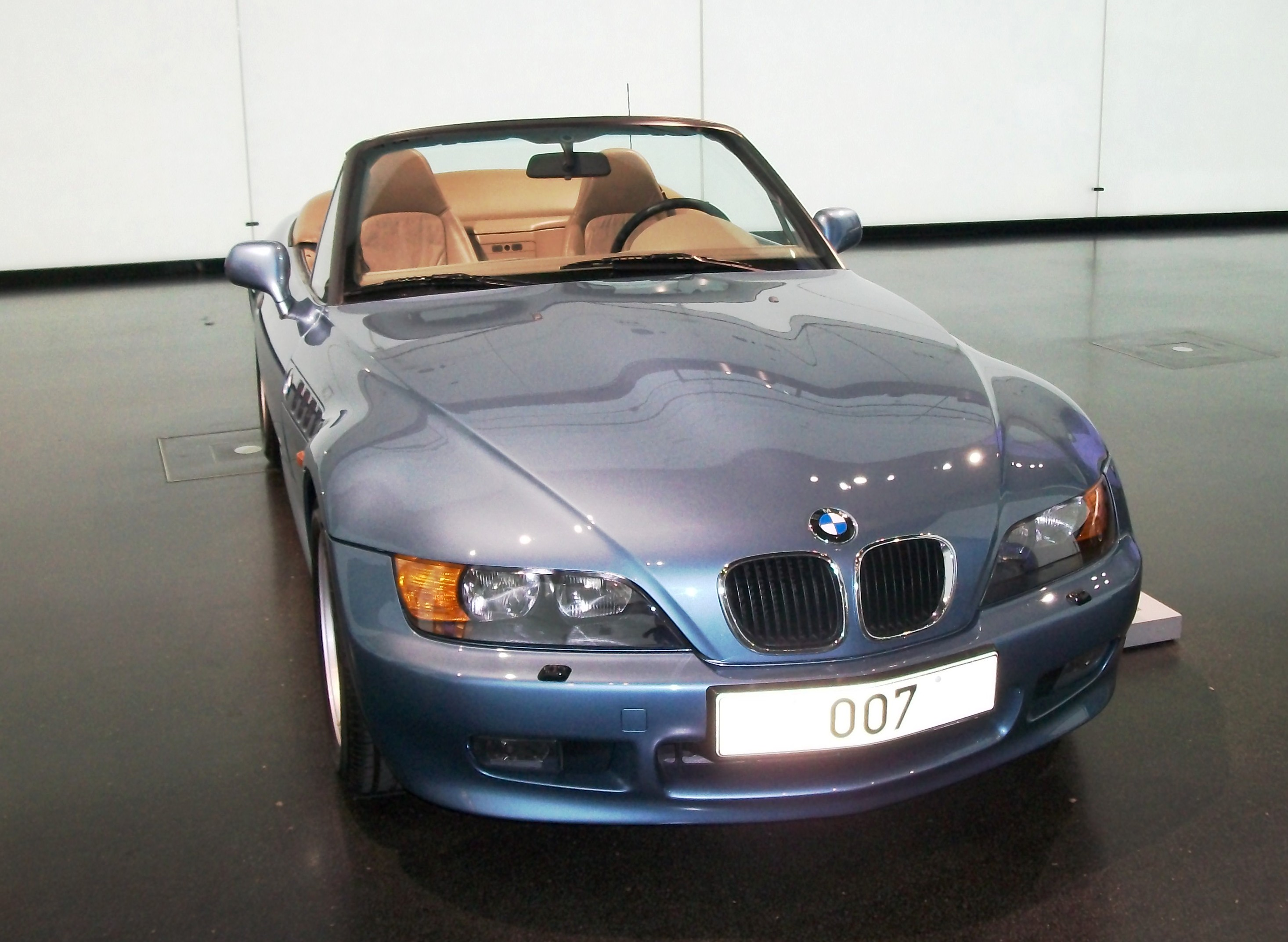
La BMW Z3 Roadster utilizzata da Bond nel film

In questa avventura Bond utilizza, oltre alla classica Aston Martin DB5, anche una contemporanea BMW Z3 Roadster, vettura al tempo non ancora in produzione (infatti quella usata nel film è un modello pre-serie; l'auto verrà messa in commercio solo l'anno successivo). La roadster tedesca è però presente nel film solo per poco più di un minuto perché, come spiegò il regista Martin Campbell: «Il contratto con la BMW fu firmato molto tardi, quando la sceneggiatura era ormai conclusa, e così dovemmo cercare di inserirla dove potevamo!».
Per le scene dell'inseguimento nelle strade di San Pietroburgo a bordo di un carro armato è stato utilizzato un veicolo modello T-55 modificato per apparire simile al più recente T-80.

## Colonna sonora
La colonna sonora è stata curata da Éric Serra. 
Per quanto concerne la canzone che accompagna i titoli di testa, inizialmente erano stati contattati gli Ace of Base, gruppo svedese all'epoca al massimo della sua popolarità, che proposero The Goldeneye; il progetto venne tuttavia stoppata dalla loro etichetta statunitense, la Arista Records, che, nella congiuntura di uno dei periodi più difficili per il franchise bondiano, temeva che un possibile fiasco della pellicola potesse riverberarsi negativamente sulla carriera oltreoceano della band. Basandosi sulla demo originale del 1995, rimasta pressoché identica nella musica e nel testo, gli Ace of Base scriveranno poi nel 2002 il brano The Juvenile.
Al contrario, proprio il successo del film finirà per rilanciare la carriera di colei chiamata in seconda battuta a interpretare la title track, Tina Turner, con il brano eponimo GoldenEye scritto da Bono e The Edge.

## Accoglienza

### Incassi
Primo film di James Bond prodotto dopo sei anni e mezzo, GoldenEye debuttò in vetta al botteghino nordamericano con un incasso di oltre 26 milioni di dollari nel suo primo fine settimana. Divenne un successo finanziario, incassando 106.429.941 negli Stati Uniti e 245.764.093 all'estero, per un totale di 352.194.034 in tutto il mondo. Fu il quarto più alto incasso dell'anno, e il maggior successo della saga dai tempi di Moonraker - Operazione spazio (1979).

### Critica
Il film fu accolto positivamente dalla critica. Il sito Rotten Tomatoes gli ha dato una valutazione pari a 80% basandosi su 85 recensioni, con un punteggio medio di 7,1/10. Il consenso recita: "Il primo e migliore film di Pierce Brosnan nei panni di Bond, GoldenEye porta la serie in un contesto più moderno, con il risultato di uno 007 ad alta tecnologia, ricco di azione e sofisticato". Su Metacritic ha invece un punteggio di 65 basato su 18 recensioni.
Generalmente la critica si trovò concorde nel definire Brosnan un miglioramento deciso nei confronti di Timothy Dalton. Roger Ebert, nella sua recensione sul Chicago Sun-Times, definì il nuovo Bond "in qualche modo più sensibile, più vulnerabile, più psicologicamente complesso" rispetto ai precedenti. Il film rilanciò in maniera definitiva la saga, generando altri tre seguiti con Brosnan protagonista, per poi lasciare spazio a Daniel Craig.

## Citazioni e riferimenti
- GoldenEye era il nome della casa che Ian Fleming possedeva in Giamaica, la stessa dove passava tutti gli anni le sue vacanze e dove, tra il 1952 e il 1964, scrisse tutti i romanzi di James Bond.
- La scena della sfida in auto sulle strade di montagna sopra il Principato di Monaco tra la Aston Martin DB5 di Bond e la Ferrari F355 di Xenia è un riferimento al secondo capitolo del romanzo di Ian Fleming Al servizio segreto di sua maestà.
- Quella stessa scena è anche un omaggio al celebre giallo di Alfred Hitchcock, Caccia al ladro, nonché un'esplicita citazione del primo episodio di Attenti a quei due, il telefilm che vide protagonisti Roger Moore e Tony Curtis, in cui i due futuri inseparabili amici, rivaleggiano per la prima volta, rispettivamente, con un'Aston Martin DBS e con una Ferrari Dino 246, proprio su quelle strade che circondano Montecarlo.
- Michael G. Wilson, nel suo consueto cameo, è un membro del consiglio russo di sicurezza.

## Altri media
Dal film è stato tratto un videogioco per la console Nintendo 64, dal titolo GoldenEye 007, uscito nel 1997.